# رمز اللانهاية

الرمز ∞ حسب العديد من المحارف

رمز اللانهاية ∞ (بالإنجليزية: Infinity symbol) (التي تسمى أحيانا المنحنى ذو العروتين (بالإنجليزية: lemniscate)) هو رمز رياضي يمثل مفهوم اللانهاية.

## تاريخ
الشكل المشابه لرقم ثمانية جانبية لديه أصْل وأَرُومَة طويلة. على سبيل المثال، فإنه يظهر في صليب القديس بونيفاس، ملفوفا حول القضبان العرضية لصليب لاتيني. ومع ذلك، ويرجع الفضل لجون واليس في إدخال رمز اللانهاية مع معناها الرياضي عام 1655 في عمله المعنون De sectionibus conicis. ولكن واليس لم يفسر اختياره لهذا الرمز. يمكن الاستنتاج أن يكون هذا الرمز هو النموذج البديل من الرقم الروماني ل1000 (أصلا CIƆ، كما CƆ)، والتي كانت تستخدم أحيانا على أنها تعني «كثير»، أو من الحرف أوميغا (ω) اليوناني، وهو الحرف الأخير في الأبجدية اليونانية.

الرمز المستخدم من قبل أويلر للدلالة على اللانهاية

ليونارد أويلر استخدم رمزاً بديلاً مفتوح من أجل دلالة على "infinitus absolutus". أويلر أجرى بحرية عمليات مختلفة على اللانهاية مثل أخذ اللوغاريتم لها. لا يتم استخدام هذا الرمز الآن، ولا يوجد تمثيل له في Unicode.